# Congelador (álbum)
Congelador es el primer álbum de estudio de la banda de rock chilena Congelador, lanzado en 1998 bajo su propio sello independiente Quemasucabeza, inaugurando así el catálogo del sello discográfico.

## Lista de canciones
Todas las canciones escritas y compuestas por Congelador. 
| Congelador |                   |          |  |
| N.º        | Título            | Duración |  |
| 1.         | «Átomo»           | 5:32     |  |
| 2.         | «Autómata»        | 8:09     |  |
| 3.         | «Luna»            | 4:18     |  |
| 4.         | «En mi lugar»     | 8:37     |  |
| 5.         | «Dos»             | 4:05     |  |
| 6.         | «Paisajes»        | 4:40     |  |
| 7.         | «Espacio sideral» | 4:46     |  |
| 8.         | «C/F/G»           | 7:49     |  |
| 9.         | «Amigo»           | 6:03     |  |
| 10.        | «III»             | 6:00     |  |
| 59:59      |                   |          |  |

## Créditos
Intérpretes
- Walter Roblero: bajo, voz
- Jorge Santis: batería, sintetizador
- Rodrigo Santis: guitarra, voz

Otros
- Eduardo Castillo: diseño artístico (gráfica)
- Cristián Labarca Bravo: diseño artístico (fotografía)
- Sergio Díaz: mezclas pista 6
- Congelador: producción, mezclas
- Roberto Marti: grabación, masterización
- Ariel Díaz: asistente de grabación